# Bizon
Koordinaten: 52° 33′ 6,2″ N, 19° 43′ 12,9″ O
Bizon war eine polnische Landmaschinenmarke. Bizon-Landmaschinen wurden zwischen 1954 und 2000 angeboten. Die Fabrik in Płock, in der Bizon-Landmaschinen hergestellt wurden, ist mit einer Fläche von 91.000 m2 das größte Mähdrescherwerk Mitteleuropas. Es entstand 1939 nach Zusammenschluss der Firmen Agrar-Industrie-MS Sarna, Margulies und Urbanski. 1945 wurde der Firmenname in Płockie Zakłady Przemysłowe geändert, bevor die Fabrik 1948 in Fabryka-Maszyn Rolniczych umbenannt wurde. Ab 1954 wurden Erntemaschinen hergestellt, die Serienfertigung der Bizon-Mähdrescher begann 1971. Ab den 1970er-Jahren gehörte die Fabrik zum staatlichen Landmaschinenkonzern Agromet. Außerhalb Polens wurden Bizon-Landmaschinen von Agromet-Motoimport verkauft. Nach der Wende wurde die Fabrik 1992 privatisiert, der neue Fabrikeigentümer trat nun auch unter dem Namen Bizon auf. Im Jahr 1997 betrug der Jahresumsatz $ 40 Millionen, der Gewinn $ 4 Millionen. Bizon wurde 1998 durch New Holland übernommen, die Fertigung wurde ab 1999 auf New-Holland-Mähdrescher umgestellt, die Produktion der Bizon-Mähdrescher wurde 2000 eingestellt. Heute gehört das Bizon-Werk zum CNH-Konzern.

## Mähdreschertypen
Unter der Marke Bizon wurden unter anderem folgende Mähdrescher-Serien angeboten, 1998 waren fünf verschiedene Modelle im Angebot.
- Bizon Super
- Bizon Rekord
- Bizon BS

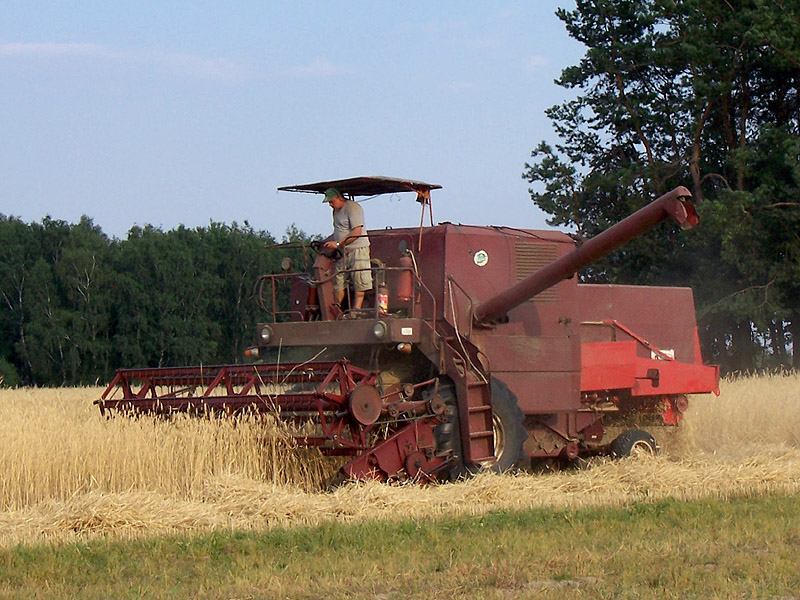
Bizon Super Z056
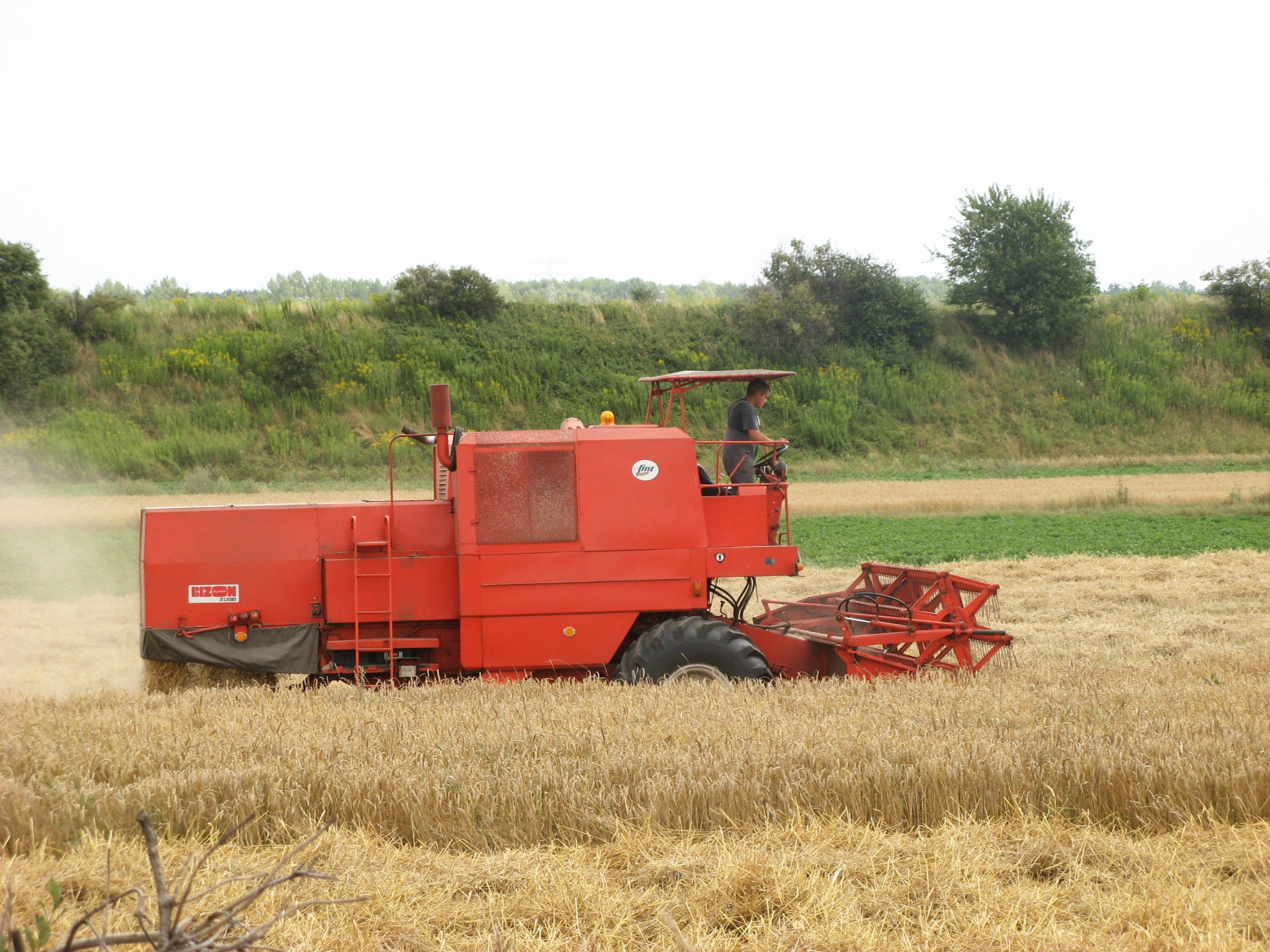
Bizon-Drescher bei der Weizenernte
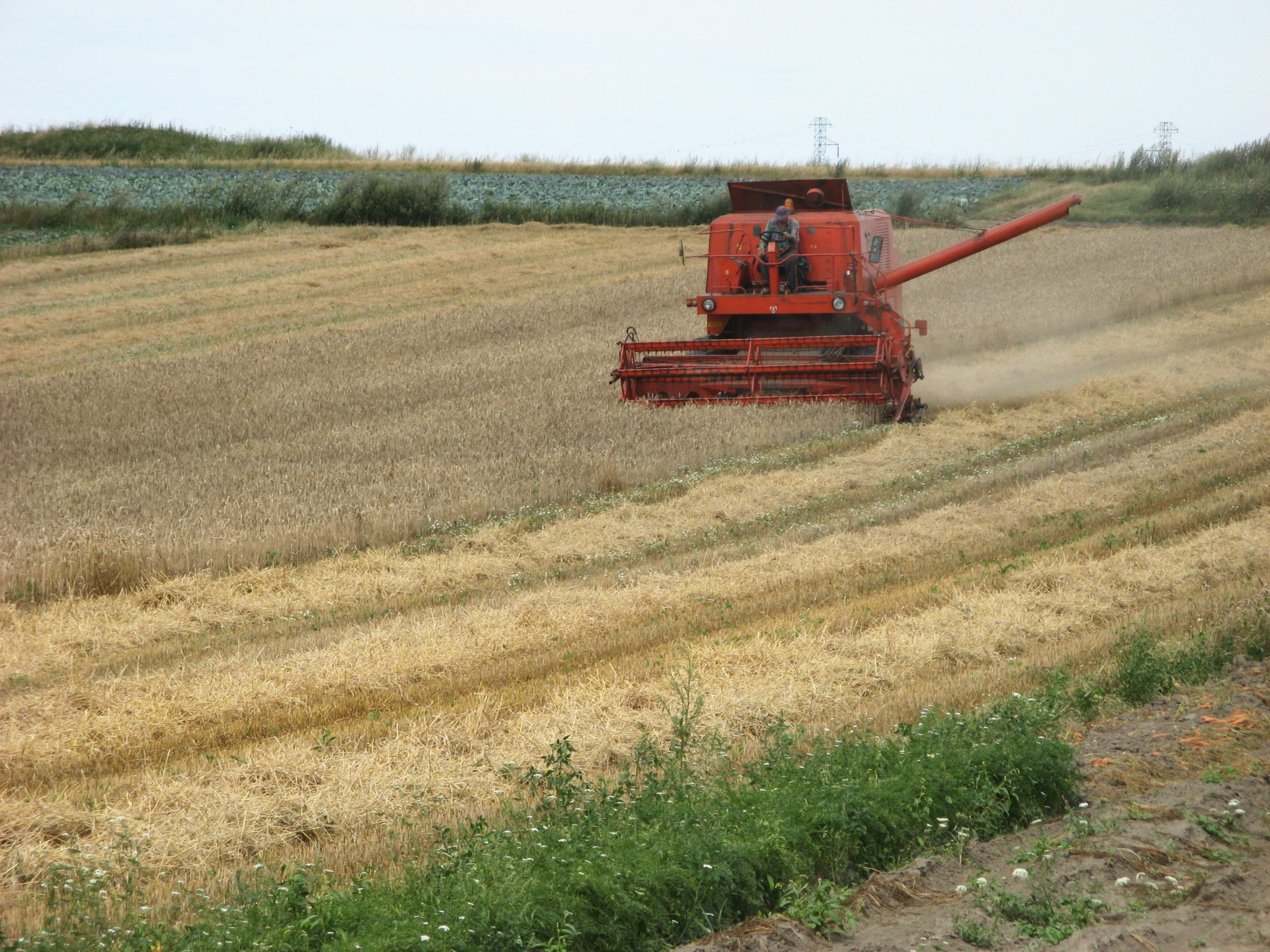
Bizon-Drescher bei der Weizenernte
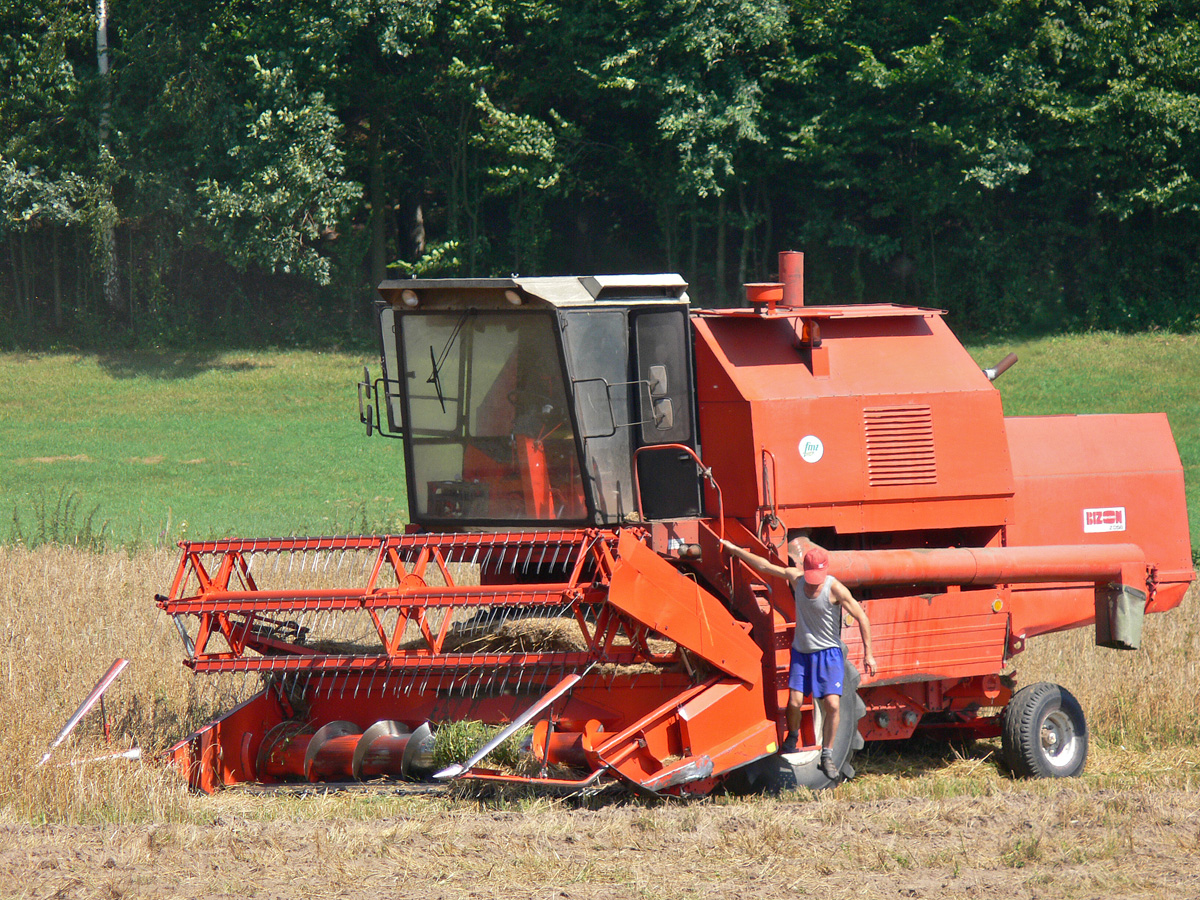
Bizon Super Z058